# Neobythites kenyaensis
Neobythites kenyaensis är en fiskart som beskrevs av Nielsen, 1995. Neobythites kenyaensis ingår i släktet Neobythites och familjen Ophidiidae. Inga underarter finns listade i Catalogue of Life.